# Mirassol Futebol Clube
El Mirassol Futebol Clube, més conegut com a Mirassol, és un club de futbol brasiler de la ciutat de Mirassol a l'estat de São Paulo.

## Història
El club va ser fundat el 1942 amb el nom de Mirassol Futebol Clube. El 1960 el club guanya un rival que es dirà Grêmio Recreativo Esportivo e Cultura eren rivals fins a 1964, quan el GREC es van fusionar per Mirassol FC, que està trucant Mirassol Atlético Clube. El 1983, torna a ser anomenat Mirassol Futebol Clube. Actualment competeix a Campionat Paulista.

## Estadi
El Mirassol juga a l'Estadi Campos Maia, amb capacitat per a 15.000 espectadors.

## Palmarès
- Campionat Paulista Série A-3: 1997